# Балхани
Балхани (Великий і Малий) - гірські хребти на заході Туркменістану, розділені долиною  Узбою. 
Великий Балхан (туркм. Uly Balkan dagy) - сильно розчленований і обривистий по краях, а в центральній частині плосковершинний гірський хребет. Висота до 1880 м н.р.м. (г. Арлан), довжина бл. 70 км. Складений пісковиками і вапняками. Переважають пустельні (до 800 м н.р.м.), напівпустельні і гірсько-степові ландшафти. Більш пологий південний схил порізаний вузькими і глибокими ущелинами, по яких після рясних опадів і при весняному таненні снігу бурхливо стікають тимчасові потоки, часто мають характер  селів. Вони виносять на рівнину біля південного підніжжя гір масу уламкового матеріалу і формують тут плоскі конуси виносу. Річок з постійним стоком на Великому Балхані немає. 
У нижній висотній зоні Великого Балхану, приблизно до висоти 800 м н.р.м., поширена солянково-полинова (з південної полином - Artemisia herba-alba) пустельна рослинність на сіро-бурих солонкуватих щебнистих ґрунтах. Зустрічаються поодинокі дерева чорного саксаулу і ксерофітні чагарники. На менш щебнистих ґрунтах сіроземного типу (світлі сіроземи) навесні розвиваються ефемери.
Вище 800 м н.р.м. пустелі змінюються напівпустелями - остепованими пустелями і пустельними степами (з пануванням пустельного пирію - Agropyron desertorum); ще вище розташовані гірські ковилово-типчакові степи (з Festuca sulcata, Stipa lessingiana, S. capillata). Серед гірських степів на щебнистих і скелястих схилах поширені арчові рідколісся (з Juniperus turcomanica) і нагірні ксерофіти - подушки астрагалів, колючого еспарцету, а нижче по схилах - качим (Gypsophila aretioides). По тінистих схилах ущелин ростуть чагарники.
Ґрунти на схилах гір в основному сіроземного типу (звичайні, почасти темні сіроземи). Щебнисті ґрунти під арчових рідколіссям деякі дослідники відносять до гірських коричневих. Невеликі ділянки з вирівняним рельєфом в поясі поширення звичайних і темних сіроземів використовуються під богарні поди.
Сильна запустиненість гірських ландшафтів Великого Балхану відбивається в характері його фауни - в збідненні порівняно з Копетдагом комплексу гірських тварин та в проникненні сюди тварин пустельних рівнин.
Поблизу Великого Балхану розташовані родовища нафти (Небіт-Даг).
Малий Балхан (туркм. Kiçi Balkan dagy) - відособлена гірська гряда на південь від Великого Балхану, висота до 777 м н.р.м., довжина 30 км. Складена вапняками, які круто обривається на північ і пологі на південь. Схили розчленовані ярами та руслами тимчасових річок. На схилах – полинова і полиново-солянкова пустеля.

## Ресурси Інтернету
- Балханы [Архівовано 1 липня 2014 у Wayback Machine.]